# Omer Meir Wellber
Omer Meir Wellber (ur. 1981 w Beer Szewa) – izraelski dyrygent, akordeonista i pianista.

## Kariera
Jest stałym dyrygentem w Raanana Symphonette Orchestra i dyrektorem muzycznym El Palau de les Arts Reina Sofía w Walencji na okres 2011-2014.
Rozpoczął swoją edukację muzyczną w wieku pięciu lat. Lekcje kompozycji zaczął u Tanii Teller w wieku 10 lat i został przedstawiony izraelskiemu kompozytorowi - Michaelowi Wolpe, który odtąd aż do 2004 r. był jego nauczycielem kompozycji. W 1999 roku ukończył studia w konserwatorium w Beer Szewa. Obronił pracę dyplomową u prof. Mendi Rodana w Jerusalem Academy of Music and Dance. Na tej uczelni studiował m.in. u prof. Eugene Zirlin. Występował z: Israeli Sinfonietta, Israel Chamber Orchestra, Jerusalem Symphony Orchestra, Haifa Symphony Orchestra i Israel Symphony Orchestra of Rishon Le’Zion. Dyrygował blisko 10 premierami muzyki izraelskiej i współczesnej muzyki poważnej.
W grudniu 2004 Wellber poprowadził prawykonanie swojego Koncertu Altówkowego, który napisany dla Amihaia Grosza z Jerusalem Quartet. Wellber otrzymał stypendium dla najlepszych muzyków z Fundacja Kultury Ameryka-Izrael. Od 2005 roku Wellber dyrygował regularnie w Operze Izraelskiej przy wykonaniach takich jak np. La Traviata, La forza del Destino, Turandot, Madama Butterfly, La Gioconda, L'Elisir D'Amore, Trubadurze i Così fan tutte.
W lutym 2007 Wellber dyrygował koncertem galowym w Pekinie z udziałem Orkiestry Filharmonii Pekińskiej. W październiku 2008 roku prowadził produkcję "Aidy" w Teatro Verdi w Padwie. W tym samym roku został wybrany jako jeden z międzynarodowych Artystów-Zaskoczeń Roku 2008 przez magazyn Classic Voice.
W latach 2008–2010, Wellber był asystentem Daniela Barenboima w Staatsoper w Berlinie i Teatro Alla Scala. Dyrygował "Aidą" z udziałem zespołu Orchestra della Scala w Operze Izraelskiej w Tel Awiwie podczas ich historycznej trasy po Izraelu.
W 2011 r. poprowadził Orquestra de la Comunitat Valenciana na debiutanckim albumie polskiej solistki operowej Aleksandry Kurzak pt. Gioia!.